# شی که
شی که (انگلیسی: Shi Ke؛ زادهٔ ۸ ژانویهٔ ۱۹۹۳) بازیکن فوتبال اهل چین است.
از باشگاه‌هایی که در آن بازی کرده‌است می‌توان به باشگاه فوتبال شانگهای اس‌آی‌پی‌جی، باشگاه فوتبال هانگژو گرین‌تاون و باشگاه فوتبال هانگژو گرین‌تاون اشاره کرد.
وی همچنین در تیم‌های ملی فوتبال زیر ۲۳ سال چین و چین بازی کرده‌است.